# گرینبرگ (نیویورک)
گرینبرگ (به انگلیسی: Greenburgh) یک منطقهٔ مسکونی در ایالات متحده آمریکا است که در شهرستان وستچستر، نیویورک واقع شده‌است. گرینبرگ ۹۳٫۵۴ کیلومتر مربع مساحت و ۸۸٬۴۰۰ نفر جمعیت دارد و ۵۲ متر بالاتر از سطح دریا واقع شده‌است.